# Вольфрамати

Хімічна будова іона ортовольфрамату (WO4^2-)

Вольфрама́т — хімічна сполука, яка містить оксоаніон вольфраму або є змішаним оксидом, що містить вольфрам. Вольфрамати — солі вольфрамових кислот. Найпростіший іон вольфраму - {\displaystyle {\ce {WO4^2-}}}, «ортовольфрамат». Багато інших вольфраматів належать до великої групи багатоатомних іонів, які називаються поліоксометалатами («POMs»), а саме - до ізополіоксометалатів, які містять поряд з киснем і, можливо, воднем, лише один інший елемент. Майже всі корисні вольфрамові руди є вольфраматами.

## Структури
Ортовольфрамати мають стійку кристалічну структуру на основі тетраедричної групи {\displaystyle {\ce {WO4^2-}}} з короткими відстанями W–O 1,79 Å. Структурно вони подібні до сульфатів. У поліоксовольфраматах переважають шестикоординатні октаедрічні групи. У цих сполуках відстані W–O подовжені.
Деякі приклади іонів вольфрамату:
- {\displaystyle {\ce {HWO4^2-}}} (гідрогенвольфрамат)[2]
- полімерні іони  {\displaystyle {\ce {W2O7^2-}}} різної структури у {\displaystyle {\ce {Na2W2O7}}}, {\displaystyle {\ce {Li2W2O7}}} та {\displaystyle {\ce {Ag2W2O7}}}[3]
- {\displaystyle {\ce {[W7O24]^6-}}} (паравольфрамат A)[2]
- {\displaystyle {\ce {[W10O32]^4-}}} (вольфрамат Y)[4]
- {\displaystyle {\ce {[H2W12O42]^10-}}} (паравольфрамат B)[2]
- {\displaystyle {\ce {\alpha-[H2W12O40]^6-}}} (метавольфрамат)[4]
- {\displaystyle {\ce {\beta-[H2W12O40]^6-}}} (вольфрамат X)[4]

## Поширення в природі
Вольфрамати утворюються природним шляхом разом з молібдатами. Мінерал шеєліт, вольфрамат кальцію, часто містить домішки молібдатів; мінерал вольфраміт є вольфраматом марганцю та заліза — обидва є цінними рудними мінералами вольфраму. Повеліт — мінеральна форма молібдата кальцію, що містить невелику кількість вольфраму.

## Реакції
Розчини вольфраматів, як і молібдати, дають інтенсивно сині розчини складного вольфрамату (V, VI), подібні до молібденової сині.
На відміну від хроматів, вольфрамати не є хорошими окисниками, але, подібно до хроматів, розчини вольфраматів конденсуються із утворенням при підкисленні ізополівольфраматів.